# Manuel Broseta
Pour les articles homonymes, voir Broseta.
Manuel Broseta Pont, né le 13 octobre 1932 à Banyeres de Mariola (province d'Alicante) et mort le 15 janvier 1992 à Valence au cours d'un attentat d'ETA, est un homme politique et juriste espagnol.

## Biographie

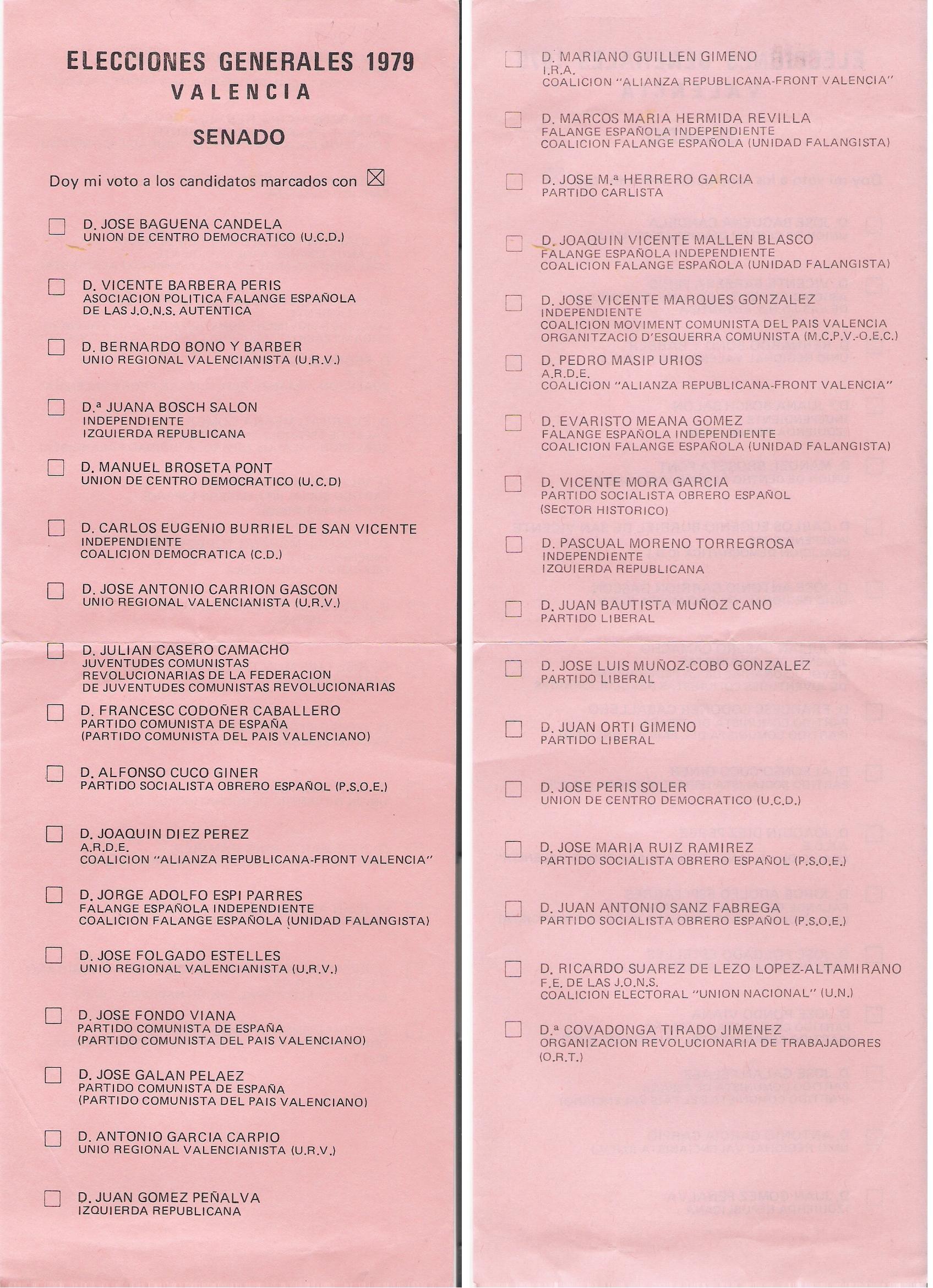
Liste électorale aux élections générales de 1979 pour le Sénat à Valence. Broseta est le cinquième nom par ordre alphabétique.

En 1964 il obtient la chaire de droit commercial de la Faculté de Droit de l'Université de Valence.
Figure politique remarquée tant au niveau valencien qu'espagnol, il participe au premier Congrès de culture catalane en 1977 à Barcelone. Il devient l'un des principaux conseillers du président du Conseil du Pays valencien (gouvernement valencien provisoire ayant précédé l'accès à l’autonomie) Josep Lluís Albinyana. Il est sénateur pour la circonscription de Valence entre 1979 et 1982 dans les rangs de l'Union du centre démocratique (UCD). Entre 1980 et 1982 il est secrétaire d'État aux communautés autonomes et lance les processus d'approbation d'une grande partie des Statuts d'autonomie, notamment celui du Pays valencien (future Communauté valencienne), auquel il participe activement.
Il démissionne ensuite et se retire du premier plan de la vie politique, bien que restant proche de ses milieux tant à Madrid que dans sa région d'origine. Il se consacre à l'enseignement et tient la chaire de droit commercial de l'Université de Valence.
Le 15 janvier 1992, il est assassiné dans un attentat d'ETA alors qu'il s'apprêtait à dispenser un cours.
Le lycée d'enseignement secondaire de sa ville natale porte son nom.